# 本多流生弓会
一般財団法人本多流生弓会 （ほんだりゅうせいきゅうかい）は、弓道の流派のひとつ。明治時代に本多利實が日置流尾州竹林派の斜面の構えを正面の構えにあらため、大三を取る射法を広めた。現今一般に行われている正面打起しのうち、大三を取る射法は本多利實によるものである。本部は東京都豊島区。

## 概略
元来弓を斜面に構えて打起こす射法であった尾州竹林派を改め、正面に構えて打起こし大三を取って後、引分けることを特色とする。こうした新射法はいわば礼射と武射の融合とも考えられ、明治維新後の時代背景と相まって瞬く間に全国に広まった。この新射法は発案者である本多利實が東京帝国大学および旧制第一高校の各弓術部の師範となったことからここを拠点として広まったが、東京帝大出身者らが各界でそれぞれ重きをなしたことからやがて設立された大日本武徳会、そして戦後に設立された全日本弓道連盟においても本多流は中心的地位を占めるに至った。現在全日本弓道連盟において基本として指導されることが多いのも正面打起しの射法であるが、これも基本的に本多流の流れを汲むものであると言える。
本多利實は生前「自分の姓名を流名にすると否とは私の望むところではありません」とはいいながらも、「本多流」という言葉を使用したり、「本多竹林と名称致す」と明言したりしていた（日記や遺言のやり取りの時などでも自ら「本多流」という言葉を使っている）。「先生が本多流とよそで言うから言ってもいいだろう」という考えで弟子の大平善蔵・阿波研造・長谷部慶助らが大正初期から「本多流」という名を世間に広めた。

## 射法
弓を体の正面に構えそのまま正面に打起こした後（正面打起し）、大三を経て引分ける。正面打起しを行うのは小笠原流と同様であるが、大三を取るという点では一線を画する。また本多流は四つガケを用いるとされることもあるが、実際には三つガケを用いる射手も多い。とはいえ流祖利實を始めとして、多くの本多流射手が四つガケを好んで使用している。
利實の著作によると幕末の江戸ではすでに多くの武士が正面打起しを行なっており、自身も幼少時に修業を始めた時から正面打起しに慣れていたということである。しかし竹林派の伝書には左方に弓構えをすると書かれており、『徳川吉宗の時代に小笠原に対して旗本の指南を命じられたため、騎射・礼射の弓構えを的前でも行なうようになったのであろう』『要前（戦場の歩射）では左方に構えなければならず、小笠原でもずっと以前はそうしていたと思う。馬上では正面に構える方が都合が良いが、的前ではどちらにも一得一失があり、たいした違いは無い』と考察している。実際に小笠原流の蟇目の儀等で斜面に打起す場合がある。これらのことを踏まえても日置流系の射術書に正面打起しを著述したのは利實が最初であり、利實が「竹林派に正面打起しを取り入れた」と言える。
利實の高弟らは当時「新射法」と呼ばれたこうした射法が姿勢の左右均衡を計り身体健康に適ったものであると唱え、かくして本多流は瞬く間に隆盛を極めるに至った。その一方で他流派の射手からは「本多の出っ尻帆掛け舟」などと本多流の射法を揶揄する文言が聞かれたのもまた事実である。
利實の没後、本多流を継承・研究するため利實の門弟らによって生弓会が発足した。現在の本多流射法は利實の射法を元として、生弓会によって徐々に確立されていったものであると言える。

## 宗家
本多流は尾州竹林派とされているが竹林派には複数の系統があり、そのうち長屋六左衛門忠重 - 星野勘左衛門茂則 - 渡邊甚左衛門寛（江戸住）と伝えられた江戸竹林の系統である。他にも江戸竹林と呼ばれる系統があり、正確には「日置流尾州竹林派六左衛門系の星野系江戸竹林派」と言える。
利實の父本多八十郎利重は江戸幕府の旗本（凛米３００俵）であった。本多家は野条氏出身の初代本多八十郎利友が、本多忠政の烏帽子子となって本多を称して興した家で、大番筋に当たる。利重はその11代である。家紋は「立ち葵」。利重は血縁としては日置流竹林派（江戸竹林）家元伊藤金之丞實乾の次男で、旗本本多家の養子となった。實乾から家元を継いだ津金新十郎胤保から竹林派家元を継いだ。

### 本多利實
本多　利實（ほんだとしざね、1836年 - 1917年）は、本多流流祖。旗本・竹林派家元本多利重長男、幼名橋之助、号生弓斎。利實翁とも呼ばれる。6歳の時父に弓を学び始める。25歳、利重より日置流尾州竹林派皆伝印可を受ける。1867年32歳で家督を相続する。1869年医学校（現東大医学部）勤務。1874年文部省医務局分課種痘所勤務。1889年明治維新後の弓術の荒廃を嘆いて『弓術保存教授及演説主意』を著し、弓術継続会を設立する。同年巣鴨村村長。1892年第一高等学校弓術教授。1893年西久保八幡神社祠宮。1901年華族会館弓術教授。1902年東京帝国大学弓術部師範。1905年学習院弓術師範。その他いくつもの学校の師範を務める。この頃竹林派の種々の伝書に註解を加えて正面の弓構え・打起しについても解説し、1908年『日置流竹林派弓術書』を出版公表する。1917年東京帝国大学に家元継承についての覚書などを預託する。同年東京市電の事故により死亡する。墓所は牛込区戸山町（現在の新宿区戸山）の清源寺。没後宗家としての権限は門弟である東京帝国大学弓術部に預託され、生弓会が組織される。

### 本多利時
本多　利時（ほんだとしとき、1901年 - 1945年）は、本多流二世宗家。利實の長女かねと平松家出身の婿養子時幾の次男（長男は夭逝）。幼少時より利實の弟子達に弓を習う。1923年國學院大學卒業、東京府立第一中學校（現東京都立日比谷高等学校）教諭（国語・漢文）。同年本多流二世宗家を継承する。東京帝国大学弓術部教導。1924年第一高等学校弓術師範、東京高等師範学校（現筑波大学）体育科教導。1925年社団法人生弓会を発足させる。1930年東京高等学校武道教師。同年生弓会本部道場が新築される。1939年東京女子高等師範学校（現お茶の水女子大学）講師。1945年戦災により生弓会本部道場焼失する。同年久喜市にて死亡。

### 本多利生
本多　利生（ほんだとしなり、1934年 - 1994年）は、本多流三世宗家。利時の長男。1952年生弓会会員と本多流研究会を発足させる。1958年東京外国語大学卒業、三井物産入社。1963年本多流三世宗家を継承し、生弓会の活動を公式に再開する。1965年東京外国語大学弓道部師範。1972年東京大学弓術部師範。1976年全日本弓道連盟範士受任。1994年癌により死亡。

### 本多利永
本多　利永（ほんだとしなが、1968年 -）は、本多流四世宗家。利生の長男。1990年慶應義塾大学卒業。1994年利生死去後本多流四世宗家を継承する。同年東京外国語大学弓道部顧問。1995年東京大学弓術部顧問。1996年本多流勉強会を発足させる。1998年全日本弓道連盟教士受任。2000年東京大学弓術部師範。2001年東京外国語大学弓道部師範。

## 主な本多流射手
明治弓道五人男
- 大平善蔵 道雪派、大日本射覚院創設、大日本武徳会範士
- 阿波研造 東北大学師範、大射道教創設、大日本武徳会範士
- 長谷部慶助　日本射徳会創設、大日本武徳会範士
- 徳永純一郎　道雪派、大日本武徳会範士
- 石原七蔵　大日本武徳会範士

その他
- 吉田能安　大射道教より派生して正法流創設
- 香坂昌康 東京都知事、全日本弓道連盟副会長
- 高木棐 全日本学生弓道連盟会長、全日本弓道連盟副会長